# Анощенко, Николай Дмитриевич
Никола́й Дми́триевич Ано́щенко (13 [25] сентября 1894, Белгород — 14 декабря 1974, Москва) — советский пионер авиации и воздухоплавания, изобретатель, кинематографист, педагог.

## Биография
Родился в Белгороде в семье юриста. Обучался в мужской гимназии Белгорода, затем перевёлся в московскую. Занимался авиамоделированием. В 1910 году занял призовое место на первых российских соревнованиях моделей планеров, получил серебряный жетон из рук председателя жюри Н. Е. Жуковского.
Участвовал в Первой мировой войне, был награждён шестью боевыми наградами. Во время Гражданской войны проходил службу добровольцем в авиационном отряде.
В 1916 году окончил в Петрограде воздухоплавательную школу, командовал 5-м армейским воздухоплавательным отрядом на Северном фронте. В 1918 году был в составе Военно-революционного комитета по авиации Московского военного округа.
Одновременно с конца 1910-х годов работал в кино: режиссёр и сценарист документальных и художественных фильмов, заведующий спортивным отделом журнала «Кино, театр и жизнь», консультант отдела научных съёмок Кинокомитета Наркомпроса РСФСР.
С 1920 года стал помощником начальника Полевого управления авиации и воздухоплавания. В одном из первых отечественных научно-исследовательских учреждений по авиации — «Летучей лаборатории» взял под своё руководство аэростатный отдел. 8 ноября 1922 года возглавил свободный полёт на аэростате продолжительностью 22 часа на дальность 1273 км.
С 1924 по 1927 год обучался на операторском факультете Государственного техникума кинематографии (ГТК). С 1925 года занимался народохозяйственной деятельностью. В 1925—1926 годах находился в командировке в Германии с целью изучения современной кинотехники. В 1929 году выезжал в командировку за границу, его изобретение «Кинопроектор с непрерывным движением плёнки» было запатентовано в США. По изобретенному им двухцветному аддитивному способу «Спектроколор» в 1931 году был снят первый советский цветной документальный фильм «Праздник труда».
В 1924—1956 годах преподавал во ВГИКе (с 1940 года — профессор кафедры операторского мастерства). Автор научных трудов, изобретений, книг и статей в области воздухоплавания и кинотехники.
Похоронен на Ваганьковском кладбище в Москве.

## Фильмография
Режиссёр
- 1918 — Аэростат и работа с ним
- 1918 — Самолёт
- 1923 — Люди и птицы
- 1926 — К новым победам
- 1927 — Калоша № 18 (совместно с М. Алибековой, Н. Осинской)
- 1930 — Кзыл Башкирдустан. Совхоз «Красная Башкирия»
- 1930 — На границе Азии
- 1931 — Башкирка
- 1931 — Праздник труда

Сценарист
- 1918 — Аэростат и работа с ним
- 1918 — Обучение молодых орлят
- 1918 — Самолёт
- 1920 — Красный воздушный флот
- 1923 — Люди и птицы
- 1926 — К новым победам
- 1927 — Калоша № 18 (совместно с Н. Осинской)
- 1930 — Кзыл Башкирдустан. Совхоз «Красная Башкирия»
- 1930 — На границе Азии
- 1931 — Праздник труда

Оператор
- 1926 — К новым победам
- 1926 — Неудачник
- 1927 — Злой дух (совместно с А. Яловым)
- 1927 — Калоша № 18 (совместно с А. Зильберником)
- 1927 — Хас-пуш
- 1928 — Пять минут (совместно с Г. Кабаловым)
- 1929 — Зелимхан (совместно с Г. Блюмом, В. Поликарповым)
- 1930 — Кзыл Башкирдустан. Совхоз «Красная Башкирия»
- 1930 — На границе Азии
- 1930 — Татарстан. Страна четырёх рек (совместно с К. Венцем, Б. Франциссоном)
- 1931 — Башкирка
- 1931 — Праздник труда

## Награды
- орден Святого Георгия 4-й степени[4]
- орден Трудового Красного Знамени[3],
- орден Красной Звезды (28.10.1967)[3],
- медали[3].

## Память
- мемориальная доска Н. Д. Анощенко на доме по улице Богдана Хмельницкого в Белгороде[14]

## Комментарии
1. ↑  В литературе приводятся разные даты рождения Н. Д. Анощенко: в Кино. Энциклопедическом словаре 1987 года — 25 октября, в справочнике «Операторы советского кино» (2011) Госфильмофонда России — 25 сентября[1][2].